# Región Altos Norte
La región Altos Norte es una de las doce regiones en que se divide el estado de Jalisco. Cubre 8882 km² que representa el 11% del territorio del estado de Jalisco. Es parte de los Altos de Jalisco, los cuales son parte de la macrorregión del Bajío de México. La región de los Altos fue parte del departamento de Aguascalientes.

## Municipios
Los municipios en la región son los siguientes:

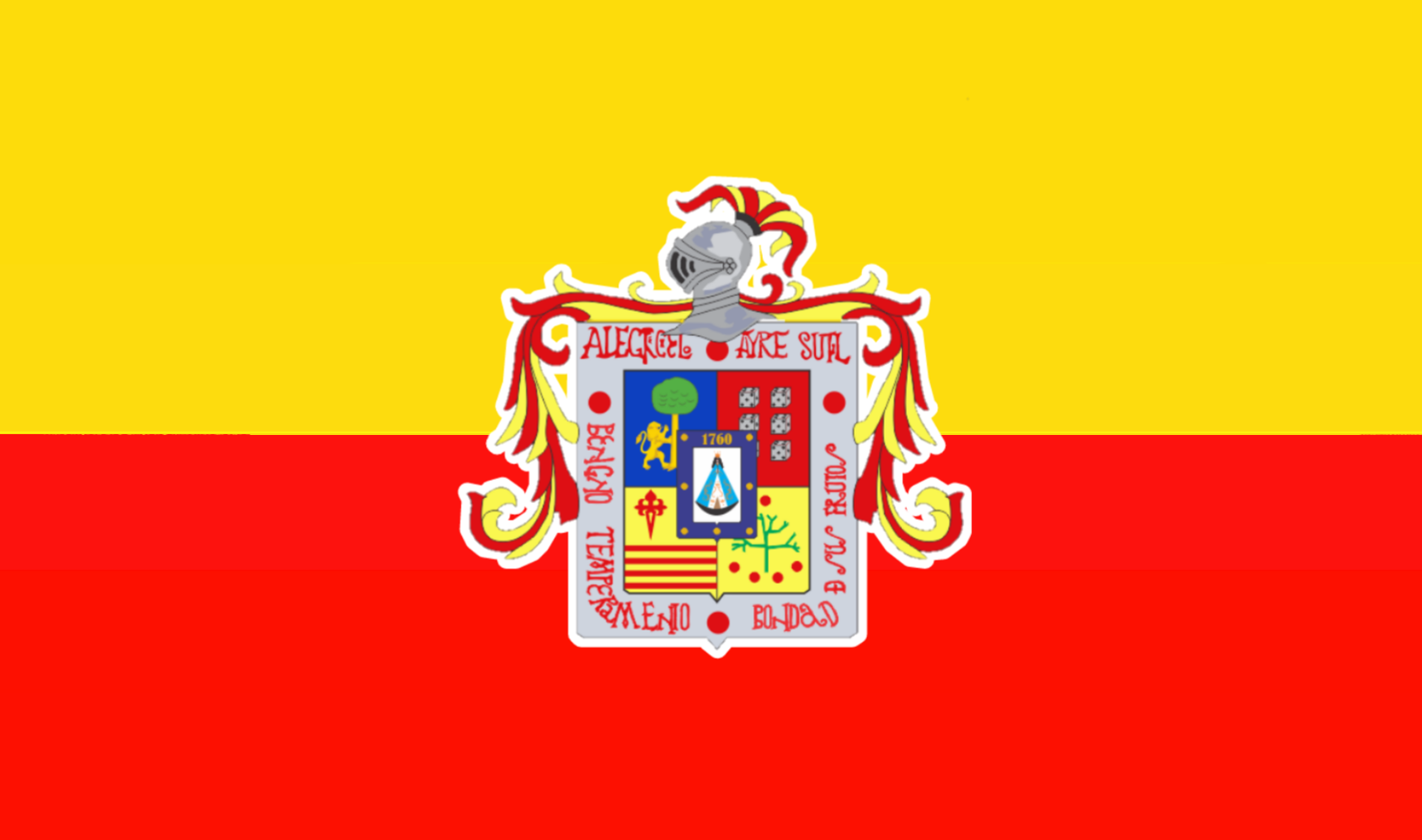
Encarnación de Díaz
Lagos de Moreno
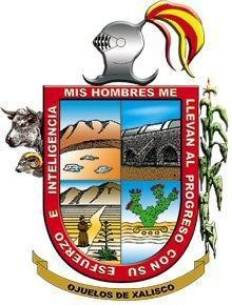
Ojuelos
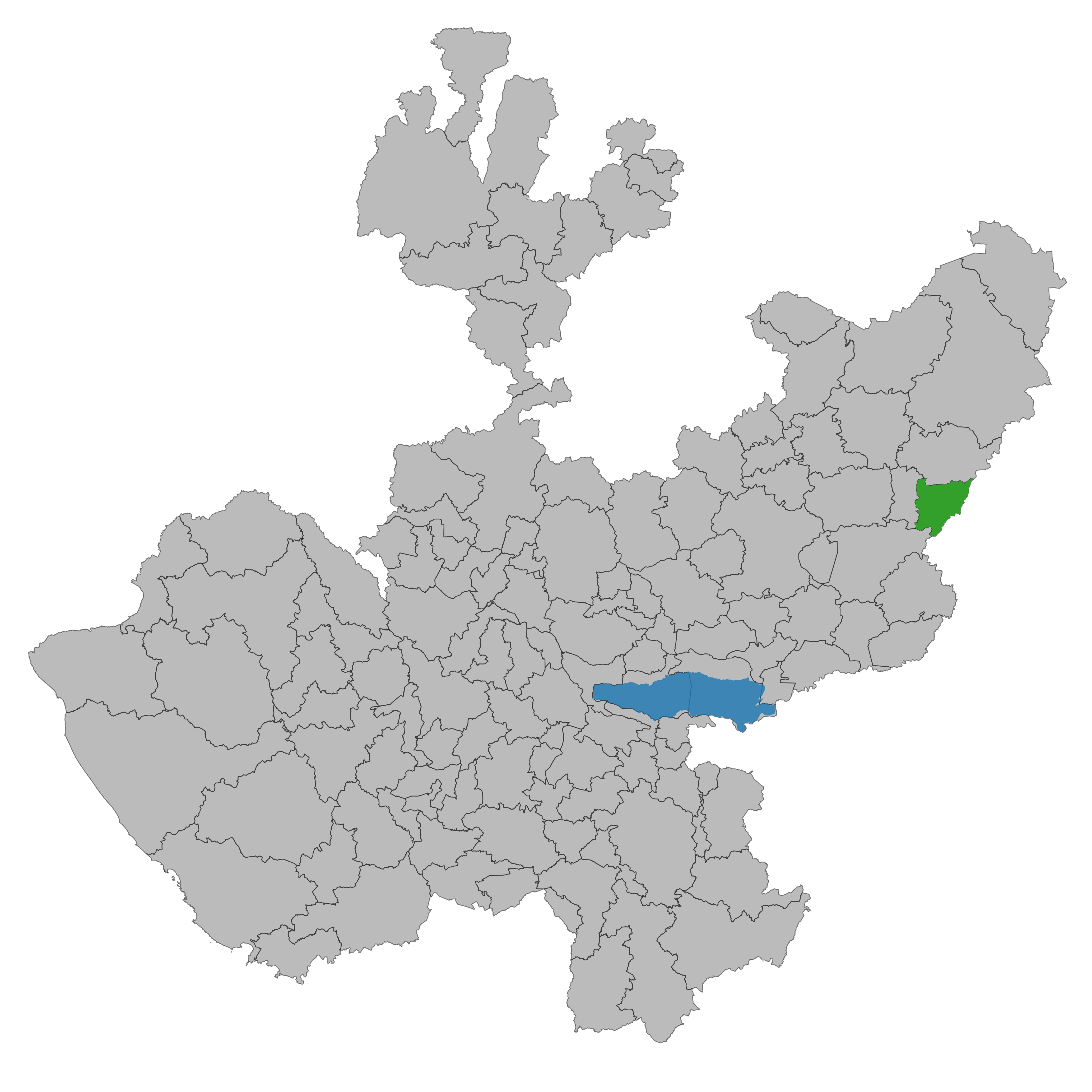
San Diego de Alejandría
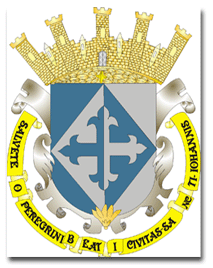
San Juan de los Lagos
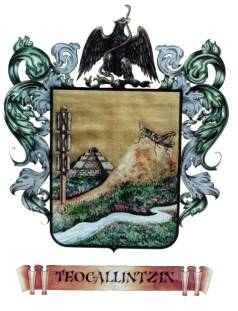
Teocaltiche
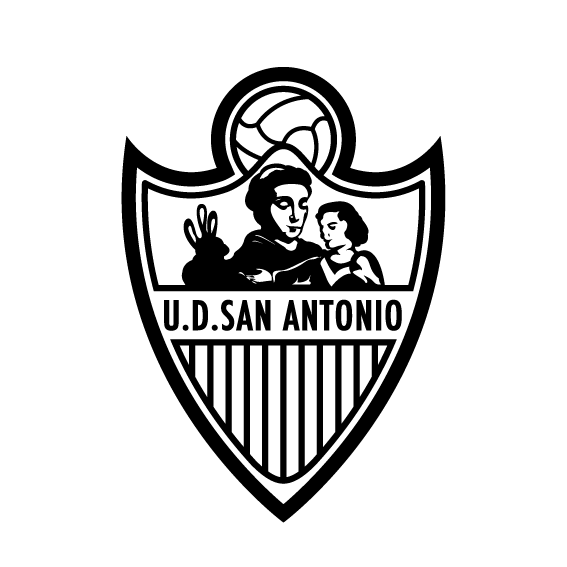
Unión de San Antonio
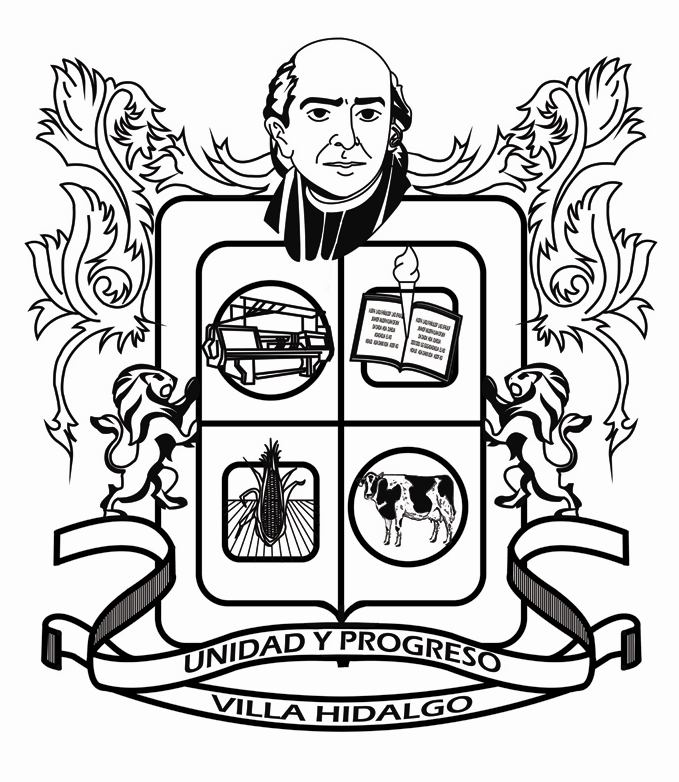
Villa Hidalgo

El municipio sede es Lagos de Moreno. En esta región se desarrollan fábricas de ropa, muebles, calzado, artículos metálicos, dulces y mermelada.

## Historia
Los primeros pueblos que habitaron la región fueron las naciones chichimecas, nombre que daban los mexicas a un conjunto de pueblos originarios que habitaban el centro y norte del país.
Las bajas que tuvieron los conquistadores españoles en la región debido a los ataques Chichimecas, los condujeron a contestar con una táctica bélica de etnocidio. Llevaron a los Altos de Jalisco a milicianos rurales castellanos, algunos de ellos de ascendencia francesa, conducidos en la alta Edad Media para repoblar el centro de España. No obstante igualmente los hubo portugueses, italianos y oriundos de Flandes, que con anterioridad habían luchado contra turcos y moros. 
Estos soldados campesinos se establecieron con patrones de propiedad privada y con una ideología católica, mezclándose con algunos Chichimecas que habían quedado.

## Población
| Municipio               | Población 2010 | Población 2015 | Población 2020 |
| ----------------------- | -------------- | -------------- | -------------- |
| Encarnación de Díaz     | 51 395         | 53 555         | 53 039         |
| Lagos de Moreno         | 153 817        | 164 981        | 172 403        |
| Ojuelos de Jalisco      | 30 097         | 32 357         | 33 588         |
| San Diego de Alejandría | 6 647          | 7 349          | 7 609          |
| San Juan de los Lagos   | 65 219         | 69 725         | 72 230         |
| Teocaltiche             | 40 105         | 41 278         | 39 839         |
| Unión de San Antonio    | 17 325         | 17 915         | 19 069         |
| Villa Hidalgo           | 18 711         | 20 257         | 20 088         |
| Población               | 383 316        | 407 417        | 417 865        |